# Nystalea sabella
Nystalea sabella är en fjärilsart som beskrevs av Druce 1898. Nystalea sabella ingår i släktet Nystalea och familjen tandspinnare. Inga underarter finns listade i Catalogue of Life.